# Щёголев, Николай Александрович (поэт)
Николай Александрович Щёголев (1910—1975) — русский поэт и журналист.

## Биография
Старший сын в семье Александра Владимировича Щёголева (1877—?), уроженца с. Чемоданово Мещовского уезда Калужской губернии, артельщика в управлении КВЖД, и Анны Ивановны Щёголевой (1884—1975).
Жил в Харбине. Окончил колледж ХСМЛ, коммерческое училище, Первую музыкальную школу им. А. К. Глазунова по классу рояля; в совершенстве владел английским языком.
В 1926 одним из первых вошёл в основанный А. Ачаиром литературный кружок «Молодая Чураевка», в 1930 стал одним из её руководителей, в 1931 — председателем. В 1930 дебютировал в печати как поэт. В 1932 вместе с Н. Петерецем возглавил параллельную «Чураевке» организацию «Круг поэтов», однако через год вышел из неё.
В харбинский период стихи, рассказы и статьи Щёголева печатались в журнале «Рубеж», газете «Молодая Чураевка» (затем «Чураевка»); в шанхайских журналах «Понедельник», «Парус»; в коллективных сборниках и альманахах русских поэтов Китая «Багульник» (1931), «Семеро» (1931), «Излучины» (1935); в парижском журнале «Числа»; вошли в антологию «Якорь». В литературно-художественном и политическом журнале «Парус» (1931) была опубликована его статья «Что такое „Молодая Чураевка“».
В 1936 переехал в Шанхай. Некоторое время был близок «младороссам», редактировал литстраницу в газете «Новый путь». В 1943 вступил в активизировавшийся «Союз возвращенцев». Подготовил сборник «Возвращение» (1945), составленный из просоветских статей (своих и Н. Петереца), печатавшихся на протяжении 1940—1945 гг. в газетах «Родина», «Новая жизнь» и журнале «Сегодня». Участвовал в литературном объединении «Пятница». Совместно с Валерием Перелешиным редактировал поэтический альманах участников «Пятницы» «Остров» (1946), участвовал в нём как один из авторов, написал к нему предисловие. В 1943 году журнал «Сегодня» (Шанхай) напечатал его роман «Из записок одиночки».
В 1947 добровольно вернулся в СССР. Несколько лет работал учителем английского языка в одной из средних школ Уралмаша, одновременно учась на филологическом факультете Свердловского государственного университета, который окончил в 1953; дипломная работа вышла отдельным изданием. Сведения об обучении в Литературном институте документально не подтверждены. В 1955—1969 гг. — лектор-литературовед при Свердловской филармонии.
Умер от инфаркта, всего на несколько дней пережив свою мать. Их похоронили рядом на Восточном кладбище (секция 12, подсекция В). Там же похоронены сестра Щёголева Валентина (в замуж. Ким; 1912—1988), брат Владимир (1924—1994) и вдова Галина Ивановна (1913—2005).